# 韋科 (聖洛倫索德金蒂-坦塔)
12°01′07″S 75°59′53″W / 12.01861°S 75.99806°W
韋科山（Wiqu），是秘魯的山峰，位於該國中南部利馬大區，由聖洛倫索德金蒂區和坦塔區負責管轄，屬於安地斯山脈的一部分，海拔高度5,200米。